# Eugenio Blanco Allú
Eugenio Blanco Allú, también como Allut, (fl. 1828-1895) fue un organista y compositor español del siglo XIX.

## Vida
Se desconoce tanto la fecha como el lugar de nacimiento de Eurgenio Blanco. Se sabe que fue hijo del maestro de capilla de la Catedral de Santo Domingo de la Calzada, Vicente Blanco, pero nació antes de la llegada del maestro a la Calzada, ya que no aparece en los libros de bautismo. Vicente llegó a Santo Domingo de la Calzada en 1824 y en 1828 proponía que su hijo Eugenio ingresase en la capilla de música como mozo del coro, de lo que se puede deducir que Eugenio debió nacer unos años antes o después de 1820, época en la que su padre era músico del Regimiento de Infantería de Fernando VII en Valladolid.
El cabildo rechazó la propuesta de su maestro por considerar a Eugenio como un niño enfermizo. En diciembre de 1831 el maestro informó de la necesidad de dos nuevos tiples para el coro, lo que fue rechazado por el cabildo. Sin embargo, el cabildo aceptó el ingreso de Eugenio en el coro, «que se dice tener inclinación a la música y su padre quiere dedicarle a este ministerio», pero sin salario. Dos años más tarde, el 20 de noviembre de 1833, fallecía Vicente Blanco, siendo nombrado su sucesor en el cargo el organista de la Catedral, Blas Hernández. Eugenio continuó su formación musical con Blas Hernández, sobre todo la composición, como se lee en un Miserere conservado en el archivo de la Catedral.
El 2 de diciembre de 1842 el maestro Blas Hernández se trasladaba a Logroño, a dar clases de piano, debido a los problemas económicos del cabildo, que le impedía pagar a los músicos de la capilla. El cabildo no nombró sustituto y las responsabilidades fueron repartidas de forma interina entre dos miembros del coro, alumnos aventajados, León Aedo, que se encargó de las obligaciones del maestro de capilla, y Eugenio Blanco, que se encargó de los niños del coro y del órgano. Aedo no permaneció por mucho tiempo en el cargo y en julio del año siguiente partió a Arnedo para ejercer la organistía.

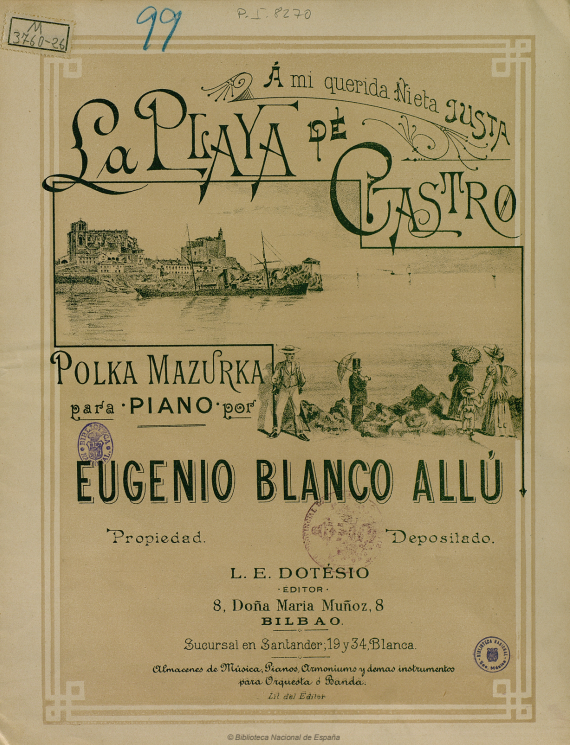
Portada de la partitura de La Playa de Castro (1891) de Eugenio Blanco

Blanco solicitó el magisterio al cabildo, ofreciéndose a encargarse de la educción de los infantes del coro, tocar el figle y componer la música de la capilla.

[...] en atención a que está bien cimentado en las reglas de ejecución y composición, y además ofrece tocar el figle en las funciones que sea conveniente, para las que compondrá carias piezas, cuya gracia espera por los buenos servicios que prestó su padre en el mismo destino y en consideración al buen comportamiento cuando infante de coro [...]

El cabildo rechazó la propuesta y se decidió por Francisco Sobrón.
Se desconoce la evolución posterior de Blanco, aunque sus composiciones en 1850 sugieren que todavía se encontraba en Santo Domingo de la Calzada en esa época. En algún momento dejó la capilla de música de la Catedral y reaparece en 1894 como organista y maestro de capilla de la parroquia de Santa María de la Asunción de Castro Urdiales. Debido a su edad avanzada en 1894 y 1895, es de suponer que fuese su último cargo y que falleciese allí.

## Obra
Se conservan diez composiciones suyas en el archivo de la Catedral de Santo Domingo de la Calzada, además de algunas composiciones para piano. Entre su música litúrgica, tanto en latín como en castellano, se encuentran misereres, aleluyas y dos misas, además de varios villancicos. Entre sus obras para piano se encuentra una dedicada a La playa de Castro Urdiales.